# Мшаново
Мшаново (пол. Mszanowo, нім. Weidenau) — село в Польщі, у гміні Нове-Място-Любавське Новомейського повіту Вармінсько-Мазурського воєводства.
У 1975-1998 роках село належало до Торунського воєводства.